# Kim Jae-Hwan
Kim Jae-Hwan   (Corea del Sud, 8 de febrer de 1966) és un jugador d'handbol sud-coreà, ja retirat, que va competir durant la dècada de 1980.
El 1988 va prendre part en els Jocs Olímpics d'Estiu de Seül, on va guanyar la medalla de plata en la competició d'handbol. Hi va jugar sis partits en què va marcar vint-i-set gols.
En el seu palmarès també destaquen dues medalles d'or als Jocs Asiàtics, el 1986 i 1990.